# بخش خنرال گومس (چاکو)
بخش خنرال گومس (به اسپانیایی: Departamento General Güemes) یک منطقهٔ مسکونی در آرژانتین است که در استان چاکو واقع شده‌است. بخش خنرال گومس ۲۵٬۴۸۷ کیلومتر مربع مساحت و ۶۲٬۲۲۷ نفر جمعیت دارد.